# 117715 Carlkirby
117715 Carlkirby este un asteroid din centura principală de asteroizi.

## Descriere
117715 Carlkirby este un asteroid din centura principală de asteroizi. A fost descoperit pe 2 aprilie 2005 la Mayhill de R. Hutsebaut. Asteroidul prezintă o orbită caracterizată de o semiaxă mare de 3,13 ua, o excentricitate de 0,08 și o înclinație de 10,3° în raport cu ecliptica.